# Anton Erhard Martinelli
Anton Erhard Martinelli (Bécs, 1684 körül – Bécs, 1747. szeptember 15.) olasz származású osztrák építész. Magyarországi fő műve a pesti, olasz barokk stílusú Invalidus-ház (1727), amelyet 1892-ben Központi Városházává alakítottak át (ma Fővárosi Önkormányzat épülete, Városház u. 9–11.).

## Élete
Apja Francesco (Franz) Martinelli olasz építész (1651–1708) volt, a bécsi Szent Péter-templom (Peterskirche) építője.
Anton Erhard Martinelli 1727-től lett császári építőmester. A bécsi Karlskirche, a Schwarzenberg-palota, több morvaországi és magyarországi kastély kivitelezője. Tervei szerint épült 1721 körül a süttöri Esterházy-kastély (a fertődi kastély elődje), a magyarbéli Csáky-kastély, készült a csáktornyai vár átalakítása. Élete végén ő készítette a tatai vár átépítésének terveit.

## Főbb munkái
- Bécs, Károly-templom (az építkezés 1716-ban a felügyelete mellett indult)
- Bécs, Schwarzenberg-palota (a tervezést Johann Lukas von Hildebrandt végezte, az építkezés irányítását és felügyeletét végezte Martinelli) (1728)
- Bécs, Szent Erzsébet-templom vagy a Német Lovagrend temploma (1720–1725)
- Pest, Invalidus-ház (ma a Főpolgármesteri Hivatal) (1727–1735)
- Balázsfalva, görögkatolikus székesegyház (1738)
- Magyarbél, Csáky Imre kastélya (1722–1725 között építették, barokk stílusban)
- Csáktornya, Althan-kastély (a korábban a Zrínyi család birtokában lévő várat az új tulajdonos Althan család Martinelli tevei alapján építette át.
- Fertőd, (Süttöri) vadászkastély (1721–1721)
- Jászberény, Jászkun Kerületek Székháza (ma Városi Bíróság épülete) (1741)

## Emlékezete
- Budapest V. kerületében a Szervita tér 1953 és 1992 között viselte a nevét.

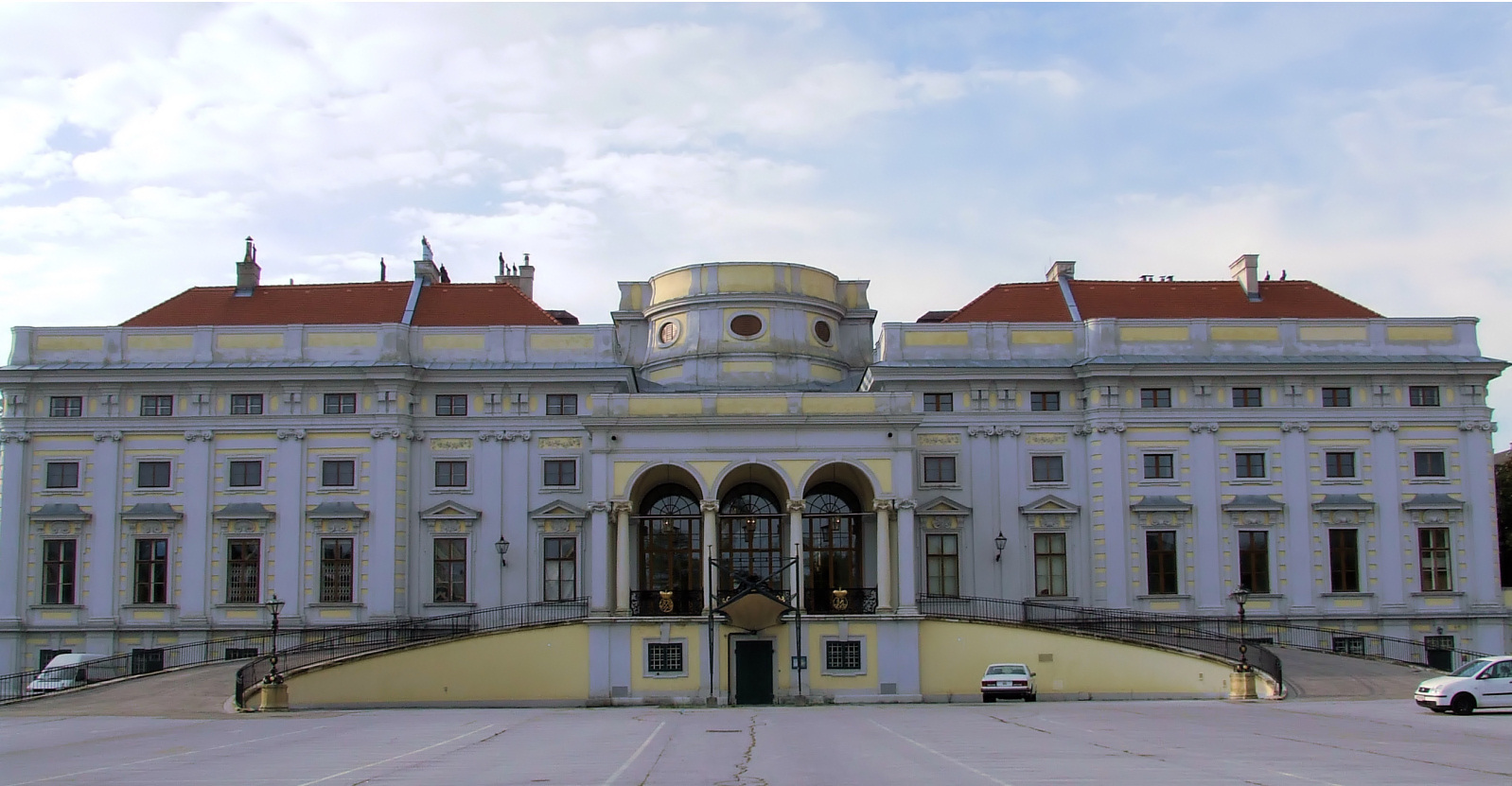
A Schwarzenberg-palota